# Ivan Stipac
Ivan Stipac (1857. – 1918.) je bio hrvatski učitelj, hrvatski književnik i stručni pisac. Pisao je pjesme. Rodom je iz Smiljana.